# Meoneura baluchistani
Meoneura baluchistani är en tvåvingeart som beskrevs av Oswald Duda 1936. Meoneura baluchistani ingår i släktet Meoneura och familjen kadaverflugor. Inga underarter finns listade i Catalogue of Life.